# Urs Kälin
Urs Kälin (Einsiedeln, 26 febbraio 1966) è un ex sciatore alpino svizzero. Specialista dello slalom gigante in attività tra la fine degli anni 1980 e il decennio successivo, è stato insieme a Pirmin Zurbriggen e Joël Gaspoz uno dei punti di forza della squadra elvetica di quel periodo, riuscendo in carriera a ottenere tre successi in Coppa del Mondo. Lo sciatore è stato in grado di vincere anche la medaglia d'argento nello slalom gigante ai XVII Giochi olimpici invernali di Lillehammer 1994 e altri due argenti in altrettante edizioni dei Campionati mondiali.

## Biografia

### Stagioni 1989-1993
Kälin, originario di Bennau di Einsiedeln, ottenne il suo primo piazzamento in Coppa del Mondo il 17 gennaio 1989 ad Adelboden, dove fu 11º in slalom gigante; nello stesso anno esordì ai Campionati mondiali nella rassegna iridata di Vail, dove sempre in slalom gigante si classificò 14º.
Il 30 novembre 1989 colse a Waterville Valley la sua prima vittoria, nonché primo podio, in Coppa del Mondo, mentre ai Mondiali di Saalbach-Hinterglemm 1991 vinse la medaglia d'argento nello slalom gigante e si classificò 8º nel supergigante. Ai XVI Giochi olimpici invernali di Albertville 1992, suo esordio olimpico, si piazzò 14º nello slalom gigante e nella stessa specialità ai Mondiali di Morioka dell'anno seguente fu 4º.

### Stagioni 1994-2002
Ai XVII Giochi olimpici invernali di Lillehammer 1994 vinse la medaglia d'argento nello slalom gigante; nella stessa stagione in Coppa Europa vinse la classifica di slalom gigante e fu 2º in quella generale. Nel 1996 ai Mondiali della Sierra Nevada vinse la sua seconda e ultima medaglia iridata, ancora un argento in slalom gigante, e fu 12º nello slalom speciale; il 9 marzo dello stesso anno colse in slalom gigante a Lillehammer Kvitfjell la sua ultima vittoria in Coppa del Mondo. Sempre in slalom gigante ottenne anche il suo ultimo podio nel massimo circuito internazionale, il 30 novembre 1996 a Breckenridge, e gareggiò ai Mondiali di Sestriere 1997, senza completare la gara.
Ai XVIII Giochi olimpici invernali di Nagano 1998, suo congedo olimpico, si classificò 12º nello slalom gigante; continuò a gareggiare ai massimi livelli fino alla stagione 2000-2001, durante la quale disputò i suoi ultimi Mondiali (nella rassegna iridata di Sankt Anton am Arlberg fu 14º nello slalom gigante) e la sua ultima gara in Coppa del Mondo, il 10 marzo ad Åre, dove sempre in slalom gigante fu 9º. Dopo aver ancora preso parte ad alcune gare FIS, si ritirò definitivamente dalle competizioni nel dicembre del 2001.

## Palmarès

### Olimpiadi
- 1 medaglia:
  - 1 argento (slalom gigante a Lillehammer 1994)

### Mondiali
- 2 medaglie:
  - 2 argenti (slalom gigante a Saalbach-Hinterglemm 1991; slalom gigante a Sierra Nevada 1996)

### Coppa del Mondo
- Miglior piazzamento in classifica generale: 9º nel 1996
- 13 podi:
  - 3 vittorie
  - 7 secondi posti
  - 3 terzi posti

#### Coppa del Mondo - vittorie
| Data             | Località              | Paese       | Specialità |
| ---------------- | --------------------- | ----------- | ---------- |
| 30 novembre 1989 | Waterville Valley     | Stati Uniti | GS         |
| 6 gennaio 1996   | Flachau               | Austria     | GS         |
| 9 marzo 1996     | Lillehammer Kvitfjell | Norvegia    | GS         |

Legenda:

GS = slalom gigante

### Coppa Europa
- Miglior piazzamento in classifica generale: 2º nel 1994
- Vincitore della classifica generale di slalom gigante nel 1994

### Campionati svizzeri
- 5 medaglie (dati parziali fino alla stagione 1994-1995)[1]:
  - 3 ori (slalom gigante[senza fonte] nel 1991; slalom gigante nel 1995; slalom gigante nel 1996)
  - 1 argento (slalom gigante nel 1998)
  - 1 bronzo (slalom gigante nel 2000)